# Dyskografia A
Lista przedstawia dyskografię zespołu A

## Albumy studyjne
| Rok  | Szczegóły                                                                                      | Pozycje na listach przebojów | Pozycje na listach przebojów | Pozycje na listach przebojów | Certyfikaty   |
| Rok  | Szczegóły                                                                                      | UK                           | AUT                          | SWI                          | Certyfikaty   |
| ---- | ---------------------------------------------------------------------------------------------- | ---------------------------- | ---------------------------- | ---------------------------- | ------------- |
| 1997 | How Ace Are Buildings[A] - Wydany: 29 lipca 1997 - Wytwórnia: London (#828 916-2) - Format: CD | –                            | –                            | –                            |               |
| 1999 | ’A’ vs. Monkey Kong - Wydany: 9 września 1999 - Wytwórnia: London (#3984 27695 2) - Format: CD | 62                           | –                            | –                            |               |
| 2002 | Hi-Fi Serious - Wydany: 4 marca 2002 - Wytwórnia: London (#0927-44776-2) - Format: CD, CD+DVD  | 18                           | 39                           | 42                           | - Silver (UK) |
| 2005 | Teen Dance Ordinance[A] - Wydany: 25 lipca 2005 - Wytwórnia: London (#5046785852) - Format: CD | 95                           | –                            | –                            |               |

- A ^ Wydany jedynie w Wielkiej Brytanii.

## Albumy koncertowe
| Rok  | Szczegóły                                                                                      |
| ---- | ---------------------------------------------------------------------------------------------- |
| 2000 | Exit Stage Right[A] - Wydany: 8 sierpnia 2000 - Wytwórnia: London (#8573 83098 2) - Format: CD |

Notes
- A ^ Wydany jedynie w Wielkiej Brytanii.

## EP
| Rok  | Szczegóły                                                                                |
| ---- | ---------------------------------------------------------------------------------------- |
| 2001 | Rockin’ Like Dokken[A] - Wydany: 11 stycznia 2001 - Wytwórnia: Warner Bros. - Format: CD |

- A ^ Wydany jedynie w Japonii.

## Single
| Rok                                                                        | Utwór                       | Listy | Listy | Listy | Album                 |
| Rok                                                                        | Utwór                       | UK    | SWE   | SWI   | Album                 |
| -------------------------------------------------------------------------- | --------------------------- | ----- | ----- | ----- | --------------------- |
| 1996                                                                       | "5 in the Morning"[A]       | —     | —     | —     | How Ace Are Buildings |
| 1997                                                                       | "Bad Idea"[A]               | 170   | —     | —     | How Ace Are Buildings |
| 1997                                                                       | "House Under the Ground"[A] | —     | —     | —     | How Ace Are Buildings |
| 1998                                                                       | "Foghorn"[A]                | 63    | —     | —     | How Ace Are Buildings |
| 1998                                                                       | "Number One"[A]             | 47    | —     | —     | How Ace Are Buildings |
| 1998                                                                       | "Sing-A-Long"[A]            | 57    | —     | —     | How Ace Are Buildings |
| 1998                                                                       | "Summer on the Underground" | 72    | —     | —     | ’A’ vs. Monkey Kong   |
| 1999                                                                       | "Old Folks"                 | 54    | —     | —     | ’A’ vs. Monkey Kong   |
| 1999                                                                       | "I Love Lake Tahoe"         | 59    | —     | —     | ’A’ vs. Monkey Kong   |
| 2000                                                                       | "A"                         | —     | —     | —     | ’A’ vs. Monkey Kong   |
| 2002                                                                       | "Nothing"                   | 9     | 46    | 83    | Hi-Fi Serious         |
| 2002                                                                       | "Starbucks"                 | 20    | —     | —     | Hi-Fi Serious         |
| 2002                                                                       | "Something’s Going On"      | 51    | —     | —     | Hi-Fi Serious         |
| 2003                                                                       | "Good Time"[A]              | 23    | —     | —     | Non-album single      |
| 2005                                                                       | "Rush Song"[A]              | 35    | —     | —     | Teen Dance Ordinance  |
| 2005                                                                       | "Better Off With Him"[A]    | 52    | —     | —     | Teen Dance Ordinance  |
| "–" oznacza wydawnictwo, które nie zostało sklasyfikowane na danej liście. |                             |       |       |       |                       |

- A ^ Wydany jedynie w Wielkiej Brytanii.